# Fabian Herbst
Fabian Herbst (* 21. Mai 2000) ist ein deutscher Fußballspieler.

## Karriere
Nach seinen Anfängen in der Jugendabteilung des Blumenthaler SV, für dessen erste Mannschaft er auch zu einem Einsatz im Frühjahr 2018 in der Bremen-Liga kam, wechselte er im Sommer 2018 in die Jugendabteilung des JFV Nordwest, dem gemeinsamen Jugendförderverein der Vereine VfL und VfB Oldenburg. Im Sommer 2019 wurde er in den Kader der ersten Mannschaft des VfB in der Regionalliga Nord aufgenommen und verlängerte dort im Mai 2022 seinen Vertrag. Am Ende der Spielzeit 2021/22 gelang ihm mit der Mannschaft der Aufstieg in die 3. Liga, als sich der Verein in den Aufstiegsspielen gegen den Meister der Regionalliga Nordost BFC Dynamo durchsetzen konnte. In der anschließenden Drittliga-Saison 2022/23 feierte Herbst daraufhin sein Profiliga-Debüt. Insgesamt bestritt er in der Spielzeit acht Drittliga-Spiele, davon allerdings nur noch zwei nach Oktober 2023, stieg mit Oldenburg am Saisonende jedoch wieder zurück in die Regionalliga Nord ab.
Dort kam er zu Saisonbeginn 2023/24 für den VfB noch zu vier Einsätzen, ehe er den Verein Ende August 2023 verließ und sich stattdessen dem Oberligisten Kickers Emden anschloss. Mit der Mannschaft erreichte er am Ende seiner ersten Saison 2023/24 als Meister den Aufstieg in die Regionalliga Nord.

## Erfolge
VfB Oldenburg
- Meister der Regionalliga Nord und Aufstieg in die 3. Liga: 2021/22